# Obwód homelski

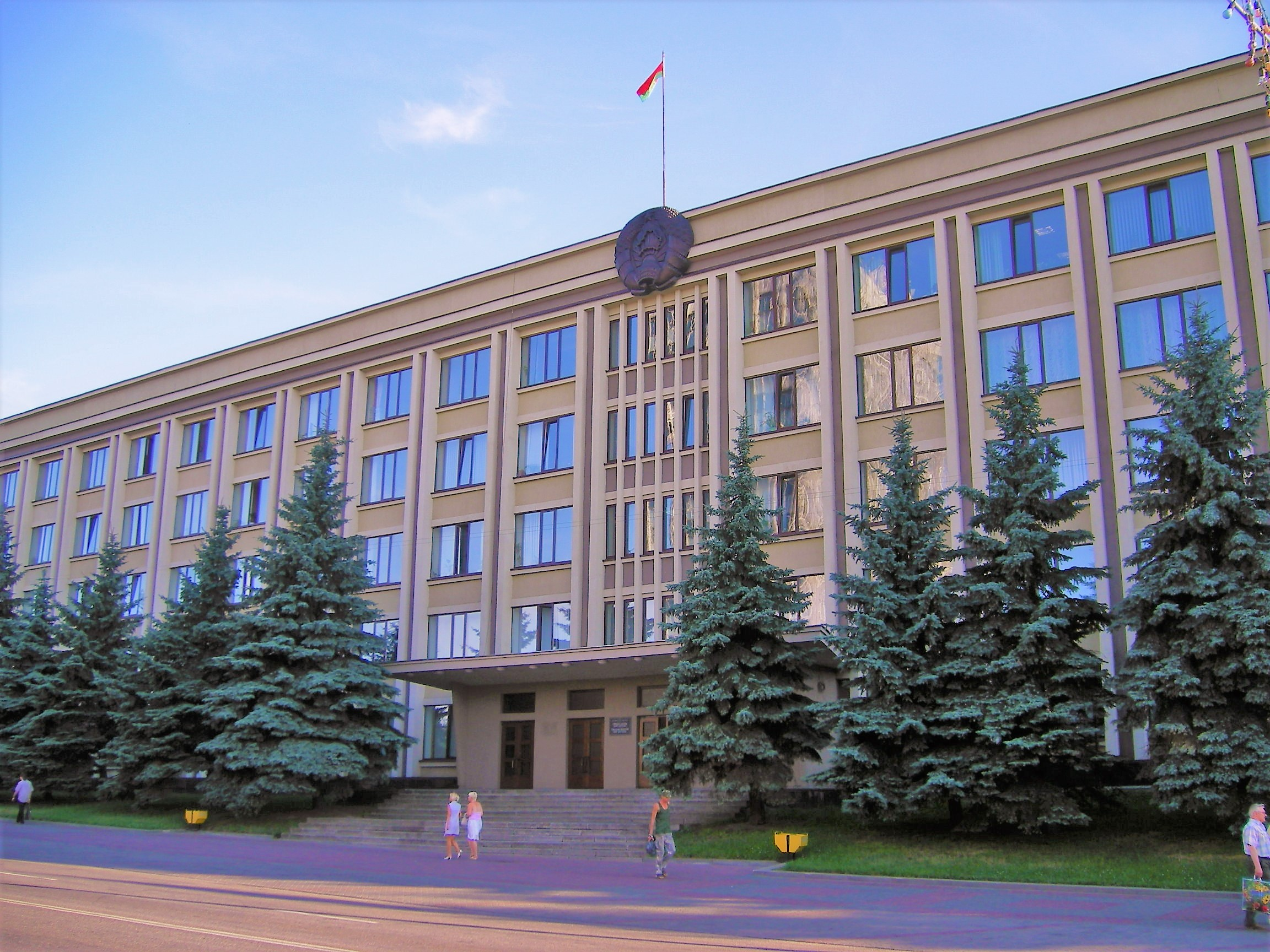
Budynek Komitetu Wykonawczego Obwodu Witebskiego

Obwód homelski (biał. Гомельская вобласць, trb. Homielskaja wobłasć; ros. Гомельская область) – obwód Białorusi leżący w jej południowo-wschodniej części przy granicy z Rosją i Ukrainą. Stolicą obwodu jest Homel.
Rejony obwodu homelskiego:
1. Brahiński (Brahiń) Брагінскі (Brahinski)
2. Budzki (Buda Koszelewska) Буда-Кашалёўскі (Buda-Kaszalouski)
3. Chojnicki (Chojniki) Хойніцкі (Chojnicki)
4. Czeczerski (Czeczersk) Чачэрскі (Czaczerski)
5. Dobruski (Dobrusz) Добрушскі (Dobruszski)
6. Homelski (Homel) Гомельскі (Homielski)
7. Jelski (Jelsk) Ельскі (Jelski)
8. Kalinkowicki (Kalinkowicze) Калінкавіцкі (Kalinkawicki)
9. Kormiański (Korma) Кармянскі (Karmianski)
10. Lelczycki (Lelczyce) Лельчыцкі (Lelczycki)
11. Łojowski (Łojów) Лоеўскі (Łojeuski)
12. Mozyrski (Mozyrz) Мазырскі (Mazyrski)
13. Narowelski (Narowla) Нараўлянскі (Naraulanski)
14. Oktiabrski (Oktiabrski) Акцябрскі (Akciabrski)
15. Petrykowski (Petryków) Петрыкаўскі (Pietrykauski)
16. Rohaczowski (Rohaczów) Рагачоўскі (Rahaczouski)
17. Rzeczycki (Rzeczyca) Рэчыцкі (Reczycki)
18. Świetłohorski (Świetłohorsk) Сьветлагорскі (Świetłahorski)
19. Wietecki (Wietka) Веткаўскі (Wietkauski)
20. Żytkowicki (Żytkowicze) Жыткавіцкі (Żytkawicki)
21. Żłobiński (Żłobin) Жлобінскі (Żłobinski)

## Demografia
Liczba ludności:
- 1995: 1 594 200
- 1999: 1 545 000 (1 054 000 miejska, 491 000 wiejska)[2]
- 2003: 1 516 100
- 2006: 1 476 000
- 2007: 1 468 600
- 2008: 1 465 700
- 2009: 1 440 000 (1 050 000 miejska, 390 000 wiejska)[2]
- 2010: 1 438 300 (1 051 500 miejska, 386 800 wiejska)[3]
- 1 stycznia 2011: 1 435 000[4]
- 1 maja 2011: 1 433 000[5]

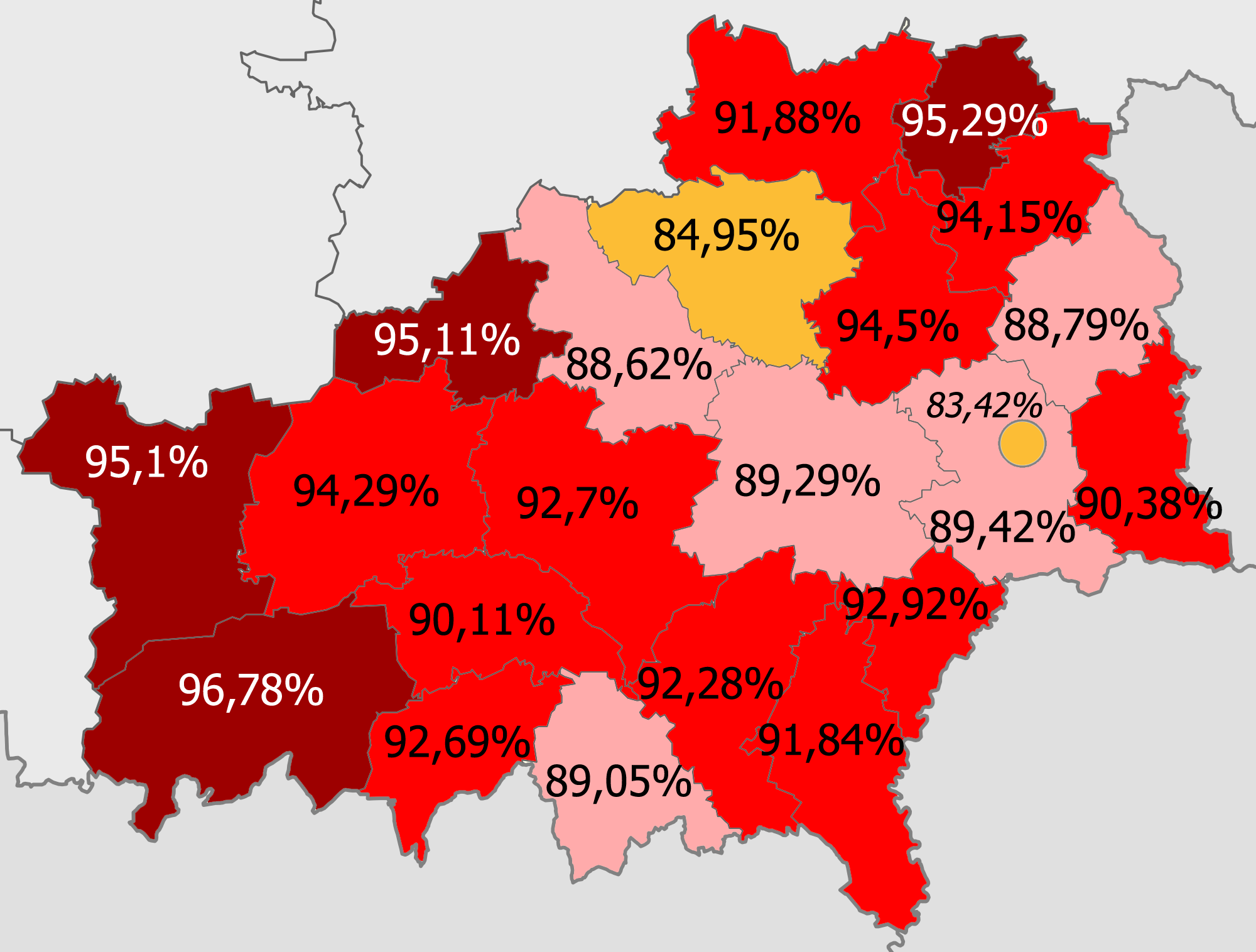
Białorusini     >95%     90–95%     85–90%     <85%
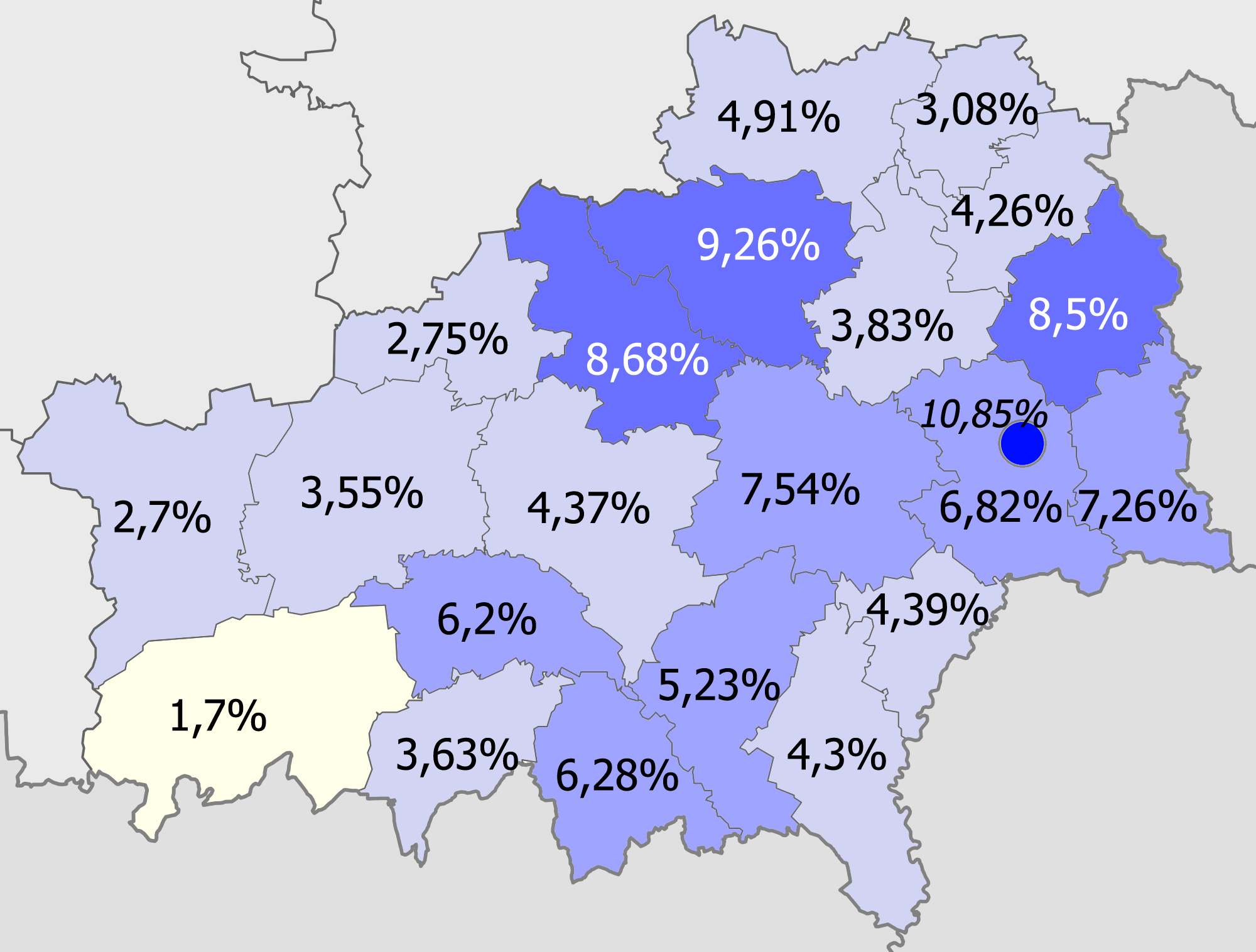
Rosjanie     >10%     8–10%     5–8%     2–5%     <2%
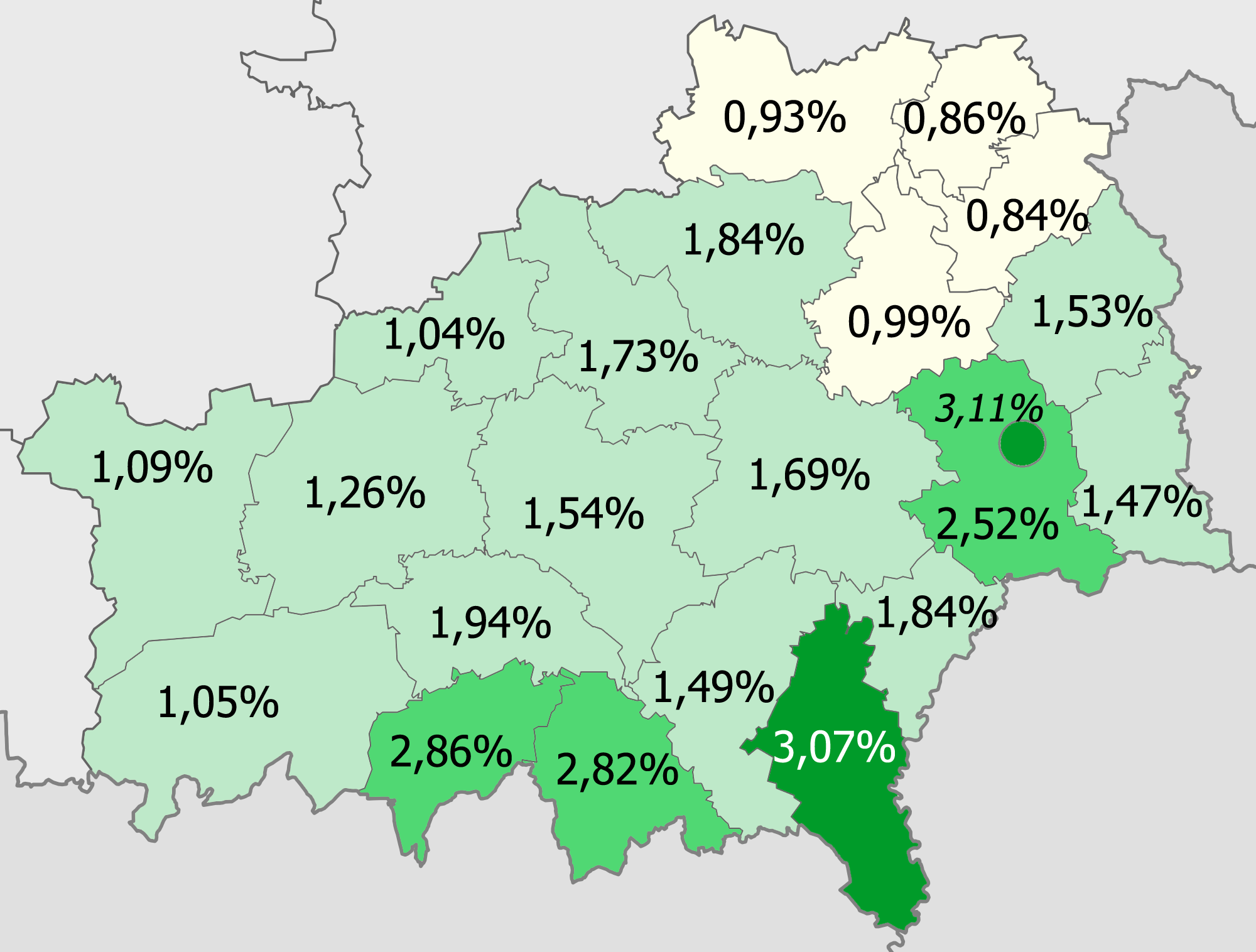
Ukraińcy     >3%     2–3%     1–2%     <1%